# Зедубани (Ткибульский муниципалитет)
Зедубани (груз. ზედუბანი) — село в Грузии, на территории Ткибульского муниципалитета края (мхаре) Имеретия.

## География
Село находится в западной части Грузии, на северном берегу Ткибульского водохранилища, на расстоянии приблизительно 3 километров (по прямой) к юго-западу от города Ткибули, административного центра муниципалитета. Абсолютная высота — 488 метров над уровнем моря.

## Население
По результатам официальной переписи населения 2014 года, в Зедубани проживало 134 человека (70 мужчин и 64 женщины). В национальной структуре населения грузины составляли 99,3 %, русские — 0,7 %.
| Год  | Население, человек |
| ---- | ------------------ |
| 2002 | 220                |
| 2014 | ↘ 134              |